# Ариленова група
Ариле́нова гру́па, аре́ндії́льна гру́па (рос. ариленовая [арендиильная] группа, англ. arylene [arenediyl] group) — двовалентна група, утворена шляхом вилучення атомів Н від двох кільцевих атомів C в аренах та їх похідних.
Приклад: о-фенілен або бензен-1,2-діїл.